# Chris Mazdzer
Chris Mazdzer (Pittsfield, 26 de junio de 1988) es un deportista estadounidense que compite en luge en las modalidades individual y doble.
Participó en cuatro Juegos Olímpicos de Invierno, entre los años 2010 y 2022, obteniendo una medalla de plata en Pyeongchang 2018, en la prueba individual. Ganó una medalla de bronce en el Campeonato Mundial de Luge de 2020, en la prueba por equipo.

## Trayectoria
El 11 de febrero de 2018 obtuvo la medalla de plata en los Juegos Olímpicos de Pyeongchang, en la prueba individual; en esos mismos Juegos obtuvo el cuarto lugar en la prueba por equipo.
Anteriormente había competido en los Juegos de Vancouver 2010, en los que quedó decomitercero en la prueba individual, y en los de Sochi 2014, finalizando sexto por equipos y decomitercero en la prueba individual. En Pekín 2022 terminó séptimo en el relevo mixto y octavo en la prueba individual.
Aparte de su actividad deportiva, en 2018 participó en la temporada 26 del concurso de televisión Dancing with the Stars. Estuvo emparejado con la bailarina profesional Witney Carson. La pareja fue eliminada en la semifinal, terminando en el cuarto puesto.

## Palmarés internacional
| Juegos Olímpicos   | Juegos Olímpicos            | Juegos Olímpicos  | Juegos Olímpicos |
| Año                | Lugar                       | Medalla           | Prueba           |
| ------------------ | --------------------------- | ----------------- | ---------------- |
| 2018               | Pyeongchang (Corea del Sur) | Medalla de plata  | Individual       |
| Campeonato Mundial |                             |                   |                  |
| Año                | Lugar                       | Medalla           | Prueba           |
| 2020               | Sochi (Rusia)               | Medalla de bronce | Equipo           |